# Ponticiella
Ponticiella är en ort i Spanien.   Den ligger i provinsen Province of Asturias och regionen Asturien, i den nordvästra delen av landet, 400 km nordväst om huvudstaden Madrid. Ponticiella ligger 354 meter över havet och antalet invånare är 388.
Terrängen runt Ponticiella är lite bergig. Runt Ponticiella är det ganska glesbefolkat, med 21 invånare per kvadratkilometer. Närmaste större samhälle är Navia, 15,9 km norr om Ponticiella. I omgivningarna runt Ponticiella växer i huvudsak blandskog.